# Archieparchia Sydonu
Archieparchia Sydonu (łac. Sidoniensis Graecorum Melkitarum) – eparchia Kościoła melchickiego w metropolii Tyru w Libanie. Powstała w 1683 roku, status archieparchii uzyskała 18 listopada 1964. Siedzibą biskupa jest Sydon. 